# Henry Hancock
Henry Hancock (ur. 6 sierpnia 1809 w Londynie, zm. 1 stycznia 1880 w Chute) – brytyjski lekarz chirurg i wykładowca chirurgii.

## Życiorys
Henry Hancock urodził się 6 sierpnia 1809 roku w Londynie. Jego ojciec był kupcem. Hancock uczęszczał do szkoły w Cheyne Walk, następnie uczył się w Westminster Hospital, gdzie szybko zwrócił na siebie uwagę. Od 1836 roku był wykładowcą anatomii i fizjologii w Charing Cross Medical School. Trzy lata później został chirurgiem-asystentem w niedawno założonym Charing Cross Hospital, a rok później został chirurgiem i pozostał na tym stanowisku do 1872 roku, kiedy przeszedł na stanowisko konsultanta chirurgicznego. W latach 1841–1867 wykładał w przyszpitalnej szkole chirurgię, a w latach 1856–1867 był dziekanem tej szkoły. Był także pracownikiem Royal Westminster Ophthalmic Hospital. Od 1863 roku zasiadał w Królewskim Towarzystwie Chirurgicznym.
Hancock wprowadził szereg nowych metod do chirurgii, m.in. zajmował się udoskonalaniem metody wycinania stawów oraz amputacji kończyn i stóp. W 1848 roku jako pierwszy przeprowadził u pacjentki z zagrożeniem życia operację wycięcia zropiałego wyrostka robaczkowego. Była to metoda sprzeczna z dotychczasową, zalecającą kurację środkami przeczyszczającymi i morfiną. Pacjentka Hancocka przeżyła, podczas gdy wcześniejsze metody nie dawały jej na to szans. Pomimo sukcesu wygłoszony przez Hancocka referat opisujący nowy sposób kuracji nie został pozytywnie przyjęty przez środowisko medyczne, które nadal uznawało dotychczasową terapię za najlepszą, pomimo jej niskiej skuteczności.
Zmarł 1 stycznia 1880 roku w Chute.